# Tanjung Beringin (Tanjung Lubuk)
Tanjung Beringin is een bestuurslaag in het regentschap Ogan Komering Ilir van de provincie Zuid-Sumatra, Indonesië. Tanjung Beringin telt 1593 inwoners (volkstelling 2010).